# ريتشارد بارك
ريتشارد أفيريل بارك (بالإنجليزية: Richard Parke)‏ (13 ديسمبر 1893 - 23 أغسطس 1950) كان متزلج أمريكي حصل على الميدالية الذهبية في منافسات دورة الألعاب الأولمبية الشتوية 1928 في التزلج الجماعي في سانت موريتز.

## روابط خارجية
- ريتشارد بارك على موقع اللجنة الأولمبية الدولية (الإنجليزية)
- ريتشارد بارك على موقع أوليمبيديا (الإنجليزية)